# Jaime de La Pava
Jaime de La Pava (Barranquilla, Colombia, 14 de abril de 1967) es un entrenador de fútbol colombiano. Actualmente no dirige a ningún club.

## Trayectoria
Nacido en Barranquilla, y radicado desde muy joven en Cali, es profesional graduado de la Escuela Nacional del Deporte. Aunque nunca fue futbolista profesional, hizo parte de las divisiones inferiores del Atlético Junior en su juventud. Tras graduarse como entrenador, trabajó en 1989 con las divisiones menores del Deportivo Cali, donde permaneció por algo más de cinco años. Pasó luego a la Escuela Sarmiento Lora, donde logró un título y el ascenso de la Primera C a la Primera B. En 1998 se vinculó al América de Cali, donde en su primera temporada dirigiendo el equipo alterno, logró el título de la Primera C.
Hacia el final de la temporada 1998, De La Pava, tomó las riendas del equipo profesional de América de Cali. Club que dirigió exitosamente por tres años y medio. En efecto, en diciembre de 1999, disputó la final del campeonato colombiano frente a Atlético Nacional, y la de la Copa Merconorte, la cual obtuvo, derrotando a Independiente Santa Fe. En 2000 conquistó, por décima vez en la historia de los diablos rojos, el torneo local. También llegó a los octavos de final de la Copa Libertadores. Al año siguiente, 2001, alcanzó la undécima estrella escarlata y disputó los cuartos de final de la Conmebol Libertadores. Y en 2002, consiguió el título del Torneo Aperturay clasificó a la mecha a segunda ronda de la Libertadores. 
Más adelante, la Federación Colombiana de Fútbol lo contrató para dirigir a la selección sub-23 en el Preolímpico de Chile, con el objetivo de clasificar al Torneo de Fútbol de los Juegos Olímpicos Atenas 2004. Sin embargo, no calificó a la Fase Final del certamen, que otorgó dos cupos por Sudamérica a las olimpiadas. 
Para 2005, De La Pava asumió el banquillo técnico del Deportivo Cali; disputó las semifinales del Torneo Apertura. No obstante, fue destituido del cargo un tiempo después por los malos resultados.
En agosto de 2010 regresó a las toldas verdiblancas; y conquistó la Copa Colombia. Pero un mal inicio de temporada en 2011, lo apartó del club.
Su próximo reto, en 2006, fue el Once Caldas. Disputó los cuadrangulares semifinales del Torneo Apertura.
Desde noviembre de 2014, y por dos años y medio, De La Pava dirigió a Cortuluá. Equipo que logró ascender a primera división en enero de 2015. En 2016, alcanzó la Semifinal del Torneo Apertura. Dejó el club en 2017.
También ha dirigido a los equipos: Independiente Santa Fe, Deportes Tolima, Cúcuta Deportivo, Uniautónoma y Atlético Bucaramanga. Sin éxito.
En el extranjero, De La Pava dirigió en Venezuela a Guaros FC, Deportivo Táchira y Atlético Venezuela. En Honduras fue técnico del CD Motagua, del Deportivo Marquense en Guatemala, CD FAS en El Salvador, y Club Sport Herediano en Costa Rica. En ninguno obtuvo títulos.
El 14 de julio del 2023, el Deportivo Cali oficializó su contratación, tras la renuncia de Jorge Luis Pinto, asumiendo así el cargo de entrenador de este club por tercera vez. El 17 de marzo del 2024 tras perder 1-0 en condición de local, ante el equipo de patriotas y tras no tener buena racha con resultados anteriores. Renunció a su cargo de director técnico del Deportivo Cali.
En el segundo semestre de 2024 dirige al Royal Pari de Bolivia.

## Clubes

### Como formador
| Club                       | Div.      | País     | Año       |
| -------------------------- | --------- | -------- | --------- |
| Deportivo Cali "B"         | Primera C | Colombia | 1989-1995 |
| CDEF Carlos Sarmiento Lora | Primera C | Colombia | 1996-1997 |
| América de Cali "B"        | Primera C | Colombia | 1998      |

### Como asistente técnico
| Club                          | País     | Año  | AT de:             |
| ----------------------------- | -------- | ---- | ------------------ |
| Selección Colombia de Mayores | Colombia | 2003 | Francisco Maturana |

### Como entrenador
| Club                         | País                     | Año                      | Partidos Dirigidos |
| ---------------------------- | ------------------------ | ------------------------ | ------------------ |
| América de Cali              | Colombia                 | 1998-2002                | 230                |
| Selección de Colombia Sub-23 | Colombia                 | 2004                     | 5                  |
| Santa Fe                     | Colombia                 | 2004                     | 26                 |
| Deportivo Cali               | Colombia                 | 2005                     | 35                 |
| Once Caldas                  | Colombia                 | 2006                     | 23                 |
| Deportes Tolima              | Colombia                 | 2007                     | 18                 |
| Guaros FC                    | Venezuela                | 2007                     | 17                 |
| CD Motagua                   | Honduras                 | 2008-2009                | 36                 |
| Deportivo Cali               | Colombia                 | 2010-2011                | 26                 |
| Cúcuta Deportivo             | Colombia                 | 2011                     | 18                 |
| Deportivo Táchira            | Venezuela                | 2011-2012                | 21                 |
| Deportivo Marquense          | Guatemala                | 2012                     | 18                 |
| CD FAS                       | El Salvador              | 2013                     | 21                 |
| Uniautónoma                  | Colombia                 | 2014                     | 20                 |
| Cortuluá                     | Colombia                 | 2015-2017                | 129                |
| Atlético Bucaramanga         | Colombia                 | 2017                     | 15                 |
| Herediano                    | Costa Rica               | 2018                     | 13                 |
| Atlético Venezuela           | Venezuela                | 2019                     | 33                 |
| Cortuluá                     | Colombia                 | 2020-2021                | 72                 |
| Unión Comercio               | Perú                     | 2023                     | 5                  |
| Deportivo Cali               | Colombia                 | 2023-2024                | 39                 |
| Royal Pari                   | Bolivia                  | 2024                     | 8                  |
| Llaneros                     | Colombia                 | 2025                     | 8                  |
| Total Partidos Dirigidos     | Total Partidos Dirigidos | Total Partidos Dirigidos | 828                |

## Estadísticas como entrenador

### En clubes
| América de Cali · Colombia      | 1ª                  | 1998                | 4   | 2   | 2   | 0   | -  | -  | -  | -  | -  | -  | -  | -  | 4   | 2   | 2   | 0   | 66.67% |
| América de Cali · Colombia      | 1ª                  | 1999                | 46  | 18  | 17  | 11  | -  | -  | -  | -  | 10 | 6  | 2  | 2  | 56  | 24  | 19  | 13  | 50.6%  |
| América de Cali · Colombia      | 1ª                  | 2000                | 50  | 28  | 12  | 10  | -  | -  | -  | -  | 14 | 6  | 3  | 5  | 64  | 34  | 15  | 15  | 60.94% |
| América de Cali · Colombia      | 1ª                  | 2001                | 52  | 24  | 12  | 16  | -  | -  | -  | -  | 16 | 10 | 1  | 5  | 68  | 34  | 13  | 21  | 56.37% |
| América de Cali · Colombia      | 1ª                  | 2002                | 30  | 14  | 9   | 7   | -  | -  | -  | -  | 8  | 3  | 3  | 2  | 38  | 17  | 12  | 9   | 55.27% |
| América de Cali · Colombia      | Total               | Total               | 182 | 86  | 52  | 44  | 0  | 0  | 0  | 0  | 48 | 25 | 9  | 14 | 230 | 111 | 61  | 58  | 57.1%  |
| Santa Fe · Colombia             | 1ª                  | 2004                | 26  | 10  | 6   | 10  | -  | -  | -  | -  | -  | -  | -  | -  | 26  | 10  | 6   | 10  | 46.15% |
| Santa Fe · Colombia             | Total               | Total               | 26  | 10  | 6   | 10  | 0  | 0  | 0  | 0  | 0  | 0  | 0  | 0  | 26  | 10  | 6   | 10  | 46.15% |
| Deportivo Cali · Colombia       | 1ª                  | 2005                | 33  | 11  | 10  | 12  | -  | -  | -  | -  | 2  | 1  | 0  | 1  | 35  | 12  | 10  | 13  | 43.81% |
| Deportivo Cali · Colombia       | 1ª                  | 2010                | 13  | 5   | 6   | 2   | 8  | 7  | 0  | 1  | -  | -  | -  | -  | 21  | 12  | 6   | 3   | 66.66% |
| Deportivo Cali · Colombia       | 1ª                  | 2011                | 4   | 0   | 0   | 4   | 1  | 1  | 0  | 0  | -  | -  | -  | -  | 5   | 1   | 0   | 4   | 20%    |
| Deportivo Cali · Colombia       | Total               | Total               | 50  | 16  | 16  | 18  | 9  | 8  | 0  | 1  | 2  | 1  | 0  | 1  | 61  | 25  | 16  | 20  | 49.72% |
| Once Caldas · Colombia          | 1ª                  | 2006                | 23  | 11  | 7   | 5   | -  | -  | -  | -  | -  | -  | -  | -  | 23  | 11  | 7   | 5   | 57.97% |
| Once Caldas · Colombia          | Total               | Total               | 23  | 11  | 7   | 5   | 0  | 0  | 0  | 0  | 0  | 0  | 0  | 0  | 23  | 11  | 7   | 5   | 57.97% |
| Deportes Tolima · Colombia      | 1ª                  | 2007                | 11  | 3   | 2   | 6   | -  | -  | -  | -  | 7  | 2  | 1  | 4  | 18  | 5   | 3   | 10  | 33.34% |
| Deportes Tolima · Colombia      | Total               | Total               | 11  | 3   | 2   | 6   | 0  | 0  | 0  | 0  | 7  | 2  | 1  | 4  | 18  | 5   | 3   | 10  | 33.34% |
| Guaros FC · Venezuela           | 1ª                  | 2007                | 17  | 7   | 2   | 8   | -  | -  | -  | -  | -  | -  | -  | -  | 17  | 7   | 2   | 8   | 45.1%  |
| Guaros FC · Venezuela           | Total               | Total               | 17  | 7   | 2   | 8   | 0  | 0  | 0  | 0  | 0  | 0  | 0  | 0  | 17  | 7   | 2   | 8   | 45.1%  |
| FC Motagua Honduras             | 1ª                  | 2008-09             | 34  | 13  | 10  | 11  | -  | -  | -  | -  | 2  | 0  | 1  | 1  | 36  | 13  | 11  | 12  | 46.3%  |
| FC Motagua Honduras             | Total               | Total               | 34  | 13  | 10  | 11  | 0  | 0  | 0  | 0  | 2  | 0  | 1  | 1  | 36  | 13  | 11  | 12  | 46.3%  |
| Cúcuta Deportivo · Colombia     | 1ª                  | 2011                | 18  | 2   | 9   | 7   | -  | -  | -  | -  | -  | -  | -  | -  | 18  | 2   | 9   | 7   | 27.78% |
| Cúcuta Deportivo · Colombia     | Total               | Total               | 18  | 2   | 9   | 7   | 0  | 0  | 0  | 0  | 0  | 0  | 0  | 0  | 18  | 2   | 9   | 7   | 27.78% |
| Deportivo Táchira · Venezuela   | 1ª                  | 2011-12             | 15  | 4   | 3   | 8   | -  | -  | -  | -  | 6  | 0  | 3  | 3  | 21  | 4   | 6   | 11  | 28.57% |
| Deportivo Táchira · Venezuela   | Total               | Total               | 15  | 4   | 3   | 8   | 0  | 0  | 0  | 0  | 6  | 0  | 3  | 3  | 21  | 4   | 6   | 11  | 28.57% |
| Deportivo Marquense · Guatemala | 1ª                  | 2012                | 18  | 4   | 8   | 6   | -  | -  | -  | -  | -  | -  | -  | -  | 18  | 4   | 8   | 6   | 37.03% |
| Deportivo Marquense · Guatemala | Total               | Total               | 18  | 4   | 8   | 6   | 0  | 0  | 0  | 0  | 0  | 0  | 0  | 0  | 18  | 4   | 8   | 6   | 37.03% |
| FAS · El Salvador               | 1ª                  | 2013                | 21  | 8   | 8   | 5   | -  | -  | -  | -  | -  | -  | -  | -  | 21  | 8   | 8   | 5   | 50.8%  |
| FAS · El Salvador               | Total               | Total               | 21  | 8   | 8   | 5   | 0  | 0  | 0  | 0  | 0  | 0  | 0  | 0  | 21  | 8   | 8   | 5   | 50.8%  |
| Uniautónoma · Colombia          | 1ª                  | 2014                | 10  | 1   | 2   | 7   | 10 | 4  | 1  | 5  | -  | -  | -  | -  | 20  | 5   | 3   | 12  | 30%    |
| Uniautónoma · Colombia          | Total               | Total               | 10  | 1   | 2   | 7   | 10 | 4  | 1  | 5  | 0  | 0  | 0  | 0  | 20  | 5   | 3   | 12  | 30%    |
| Cortuluá · Colombia             | 1ª                  | 2015                | 40  | 11  | 12  | 17  | 13 | 7  | 3  | 3  | -  | -  | -  | -  | 53  | 18  | 15  | 20  | 43.39% |
| Cortuluá · Colombia             | 1ª                  | 2016                | 44  | 13  | 13  | 18  | 6  | 0  | 3  | 3  | -  | -  | -  | -  | 50  | 13  | 16  | 21  | 36.67% |
| Cortuluá · Colombia             | 1ª                  | 2017                | 20  | 4   | 6   | 10  | 6  | 2  | 2  | 2  | -  | -  | -  | -  | 26  | 6   | 8   | 12  | 33.34% |
| Cortuluá · Colombia             | 2ª                  | 2020                | 25  | 14  | 4   | 7   | 2  | 0  | 2  | 0  | -  | -  | -  | -  | 27  | 14  | 6   | 7   | 59.26% |
| Cortuluá · Colombia             | 2ª                  | 2021                | 43  | 20  | 12  | 11  | 2  | 0  | 1  | 1  | -  | -  | -  | -  | 45  | 20  | 13  | 12  | 54.07% |
| Cortuluá · Colombia             | Total               | Total               | 172 | 62  | 47  | 63  | 29 | 9  | 11 | 9  | 0  | 0  | 0  | 0  | 201 | 71  | 58  | 72  | 44.94% |
| Atlético Bucaramanga · Colombia | 1ª                  | 2017                | 15  | 4   | 5   | 6   | -  | -  | -  | -  | -  | -  | -  | -  | 15  | 4   | 5   | 6   | 37.78% |
| Atlético Bucaramanga · Colombia | Total               | Total               | 15  | 4   | 5   | 6   | 0  | 0  | 0  | 0  | 0  | 0  | 0  | 0  | 15  | 4   | 5   | 6   | 37.78% |
| Herediano · Costa Rica          | 1ª                  | 2018                | 9   | 4   | 3   | 2   | -  | -  | -  | -  | 4  | 3  | 0  | 1  | 13  | 7   | 3   | 3   | 61.54% |
| Herediano · Costa Rica          | Total               | Total               | 9   | 4   | 3   | 2   | 0  | 0  | 0  | 0  | 4  | 3  | 0  | 1  | 13  | 7   | 3   | 3   | 61.54% |
| Atlético Venezuela · Venezuela  | 1ª                  | 2019                | 31  | 8   | 14  | 9   | 2  | 0  | 2  | 0  | -  | -  | -  | -  | 33  | 8   | 16  | 9   | 40.4%  |
| Atlético Venezuela · Venezuela  | Total               | Total               | 31  | 8   | 14  | 9   | 2  | 0  | 2  | 0  | 0  | 0  | 0  | 0  | 33  | 8   | 16  | 9   | 40.4%  |
| Total en su carrera             | Total en su carrera | Total en su carrera | 652 | 243 | 194 | 215 | 50 | 21 | 14 | 15 | 69 | 31 | 14 | 24 | 771 | 295 | 222 | 254 | 47.86% |
| 1. 2.                           |                     |                     |     |     |     |     |    |    |    |    |    |    |    |    |     |     |     |     |        |

### En selecciones
| Selección                   | Periodo                     | Periodo                     | Totales | Totales | Totales | Totales | Totales       |
| Selección                   | De                          | A                           | PJ      | PG      | PE      | PP      | Rendimiento % |
| --------------------------- | --------------------------- | --------------------------- | ------- | ------- | ------- | ------- | ------------- |
| Colombia Sub-23             | 7 de enero de 2004          | 25 de enero de 2004         | 5       | 2       | 0       | 3       | 40%           |
| Total en Selección Colombia | Total en Selección Colombia | Total en Selección Colombia | 5       | 2       | 0       | 3       | 40%           |

## Palmarés

### Torneos nacionales
| Título                     | Club                | País     | Año  |
| -------------------------- | ------------------- | -------- | ---- |
| Primera C                  | Esc. Sarmiento Lora | Colombia | 1997 |
| Primera C                  | América de Cali B   | Colombia | 1998 |
| Primera A                  | América de Cali     | Colombia | 2000 |
| Primera A                  | América de Cali     | Colombia | 2001 |
| Primera A                  | América de Cali     | Colombia | 2002 |
| Copa Colombia              | Deportivo Cali      | Colombia | 2010 |
| Liguilla de Ascenso        | Cortuluá            | Colombia | 2015 |
| Ascenso a Primera División | Cortuluá            | Colombia | 2021 |

### Copas internacionales
| Título          | Club            | País     | Año  |
| --------------- | --------------- | -------- | ---- |
| Copa Merconorte | América de Cali | Colombia | 1999 |